# Diagonalpump
En diagonalpump eller Semiaxialpump kallas en pump där det genomströmmande mediet flödar diagonalt, snarare än axiellt och radiellt. En diagonalpump är således en hybridform mellan en axialpump och en radialpump. Pumptypen förekommer i olika hjärtpumpar.